# Hans Ehrenberg

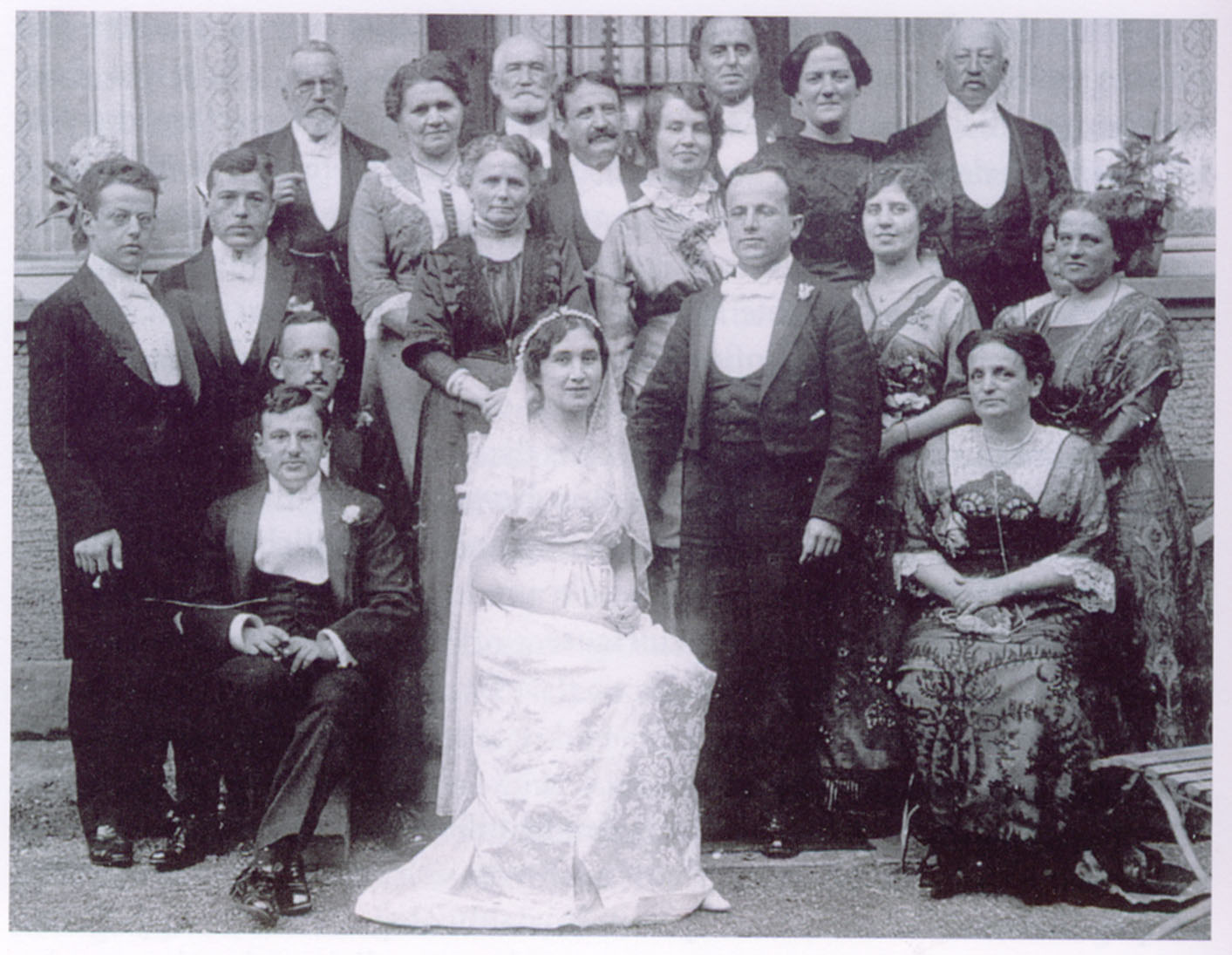
Trouwfoto van Hans Ehrenberg en Else Anna Zimmermann (1913).

Hans Philipp Ehrenberg (Altona, 4 juni 1883 – Heidelberg, 21 maart 1958) was een Duits theoloog en filosoof van Joodse afkomst. Hij was een van de oprichters van de Bekennende Kirche. Vanwege zijn Joodse afkomst en zijn verzet tegen de nazi's vluchtte hij voor de Tweede Wereldoorlog naar Engeland.

## Levensloop

### Vroege jaren
Ehrenberg werd geboren in een liberaal Joods gezin. Hij had twee jongere broers. Na de afronding van het Wilhelm Gymnasium in Hamburg in 1902 studeerde hij rechten, economie en politicologie. Dat deed hij in Göttingen, Berlijn, Heidelberg en München. In die tijd was het gebruikelijk dat studenten hun opleidingen volgden aan meerdere universiteiten. Hij promoveerde in 1906 op een proefschrift over de toestand van de staalwerkers in het Ruhrgebied.

### Bekering tot het christendom
Na de militaire dienst rondde Ehrenberg zijn studie filosofie af. Hij werd privédocent en vervolgens hoogleraar in de filosofie aan de Universiteit van Heidelberg. In 1911 liet Ehrenberg zich dopen in Berlijn en werd protestants-christelijk. Rond deze tijd ontwikkelde hij goede vriendschappen met Franz Rosenzweig, Eugen Rosenstock-Huessy, Viktor von Weizsäcker en Martin Buber. Samen met Rosenzweig en Rostenstock correspondeerde Ehrenberg regelmatig met de Amerikaanse jurist Louis Brandeis.
Na de uitbraak van de Eerste Wereldoorlog ging Ehrenberg vrijwillig in dienst. Hij werd benoemd tot onderofficier en verkreeg een IJzeren Kruis en de Orde van de Leeuw van Zähringen. Hij verliet het leger weer wegens gezondheidsklachten. Tot aan de oorlog was Ehrenberg aanhanger van het idee dat een defensieve oorlog gerechtvaardigd was. Door zijn oorlogservaringen veranderde hij radicaal van mening. Ehrenberg liet zich openlijk uit over de Duitse schuld en oorlogsmisdaden begaan door Duitsers. Hij sloot zich aan bij de SPD en was namens die partij achttien maanden gemeenteraadslid in Heidelberg. Hij kon zich vinden in de ideeën van het christelijk pacifisme.
Ehrenberg ging in 1922 theologie studeren in Münster. Samen met Nicolai von Bubnov publiceerde hij in 1923 en 1925 twee boeken met Duitse vertalingen van Russische theologische overdenkingen. Ehrenberg nam in 1925 deel aan de Christelijke Leven en Werk-conferentie in Stockholm en raakte daar bevriend met de Zweed Nathan Söderblom en Engelse theoloog George Bell.

### Predikant
Na het afronden van zijn studie theologie werd Ehrenberg predikant in Bochum. Hij verliet de SPD omdat hij vond dat zijn predikantschap niet samen kon gaan met politieke activiteiten. In 1927 sprak hij zich in zijn preken uit tegen het heersende antisemitisme, in reactie op rellen die veroorzaakt waren door nazi's. Een preek in Hattingen leverde een klachtbrief op bij zijn kerkbestuur.

### Onder de nazi's
Na de nazimachtsovername in 1933 nam de druk op Ehrenberg toe. Hij was een van de oprichters van de Bekennende Kirche, het deel van de Duitse protestantse kerken dat zich verzette tegen Hitler. In mei 1933 stelde hij samen met vier andere predikanten in Westfalen de Bochumer Bekenntnis op, waarin zij zich uitspraken tegen de nazi-ideologie en de wezen op de Joodse wortels van het christendom. In juli 1933 publiceerde Ehrenberg het boekje 72 Leitsätze zur judenchristenlichen Frage en de protestantse kerken opriep om het antisemitisme duidelijk af te wijzen. Ehrenberg werd onder vuur genomen door zowel de Deutsche Christen als het nazi-dagblad Der Stürmer. In reactie daarop besloot Ehrenberg in 1937 vervroegd met pensioen te gaan, hoewel hij zich bleef inzetten voor de Bekennende Kirche.
Ehrenberg kreeg in september 1938 een spreekverbod opgelegd. Zijn huis werd tijdens de Kristallnacht in november 1938 verwoest. Een paar dagen later werd Ehrenberg overgebracht naar het concentratiekamp Sachsenhausen. Zijn leven lang was Ehrenberg fel gekant tegen het communisme, maar zijn leven werd daar meerdere keren gered door een communistische vakbondsleider. Dankzij de bemiddeling van George Bell werd de Duitser in 1939 vrijgelaten en mocht naar Engeland vertrekken. Zijn familie reisde hem kort daarna achterna. Tijdens de oorlog verbleef Ehrenberg in Engeland waar hij zich openlijk uitliet over de toestand van de Bekennende Kirche.

### Laatste jaren
Na de oorlog keerde Ehrenberg terug naar Duitsland. Hij was nog enige tijd predikant in Bielefeld, maar gezondheid liet hem steeds vaker in de steek. In 1953 verhuisde Ehrenberg naar Heidelberg, waar hij vijf jaar later overleed.

## Persoonlijk
Ehrenberg was getrouwd met de taalkundige Else Anna Zimmermann (1890–1970). Samen kregen zij twee kinderen.

## Postuum
Ehrenberg was een van de weinige Duitse protestantse theologen, zelf binnen de Bekennende Kirche, die zich openlijk uitsprak tegen het antisemitisme van de nazi's. Hij was fel gekant tegen antisemitisme binnen de kerk en legde nadruk op de link tussen Jodendom en christendom. In Bielefeld werd een basisschool naar Ehrenberg vernoemd. In Bochum draagt een plein zijn naam.